# Adriano Amorim
Adriano Luís Amorim Santos (ur. 15 lutego 2002 w Brasílii) – brazylijski piłkarz grający na pozycji pomocnika w klubie Raków Częstochowa.

## Kariera juniorska
Amorim grał jako junior w Osvaldo Cruz FC (do 2020) i Coimbra Sports (2020–2021).

## Kariera seniorska

### Coimbra Sports
Amorim zadebiutował w pierwszej drużynie Coimbra Sports 27 kwietnia 2024 w przegranym 0:2 spotkaniu przeciwko Nacional Atlético Clube. Łącznie dla tego klubu rozegrał 10 meczów nie strzelając żadnego gola.

### Vila Nova FC
Amorim został wypożyczony do Vila Nova FC 1 stycznia 2022. Zadebiutował u nich 26 stycznia 2022 w meczu z Atlético Mineiro (1:1). Ostatecznie w barwach tego klubu wystąpił on 6 razy nie zdobywając żadnej bramki.

### Leixões SC U23
Amorim został wypożyczony do Leixões SC 1 lipca 2022. W drużynie U23 tego klubu zadebiutował 14 sierpnia 2022 w meczu z SC Braga U23 (przeg. 2:0). Pierwszą bramkę zdobył 30 listopada 2022 w wygranym 2:1 spotkaniu przeciwko FC Vizela U23. Łącznie rozegrał dla nich 24 mecze strzelając 3 gole.

### Leixões SC II
W rezerwach tego zespołu zadebiutował 25 września 2022 w meczu z ADR Pasteleira (wyg. 0:3), strzelając wtedy też swoje pierwsze dwa gole. Ostatecznie w ich barwach wystąpił 9 razy zdobywając 8 bramek.

### Leixões SC
Amorim zaliczył debiut w pierwszej drużynie Leixões SC 14 maja 2023 w przegranym 4:2 spotkaniu przeciwko Moreirense FC, notując wtedy też dwie asysty. Pierwszego gola strzelił 15 września 2023 w meczu z FC Paços de Ferreira (wyg. 1:2). Ostatecznie w barwach tego klubu wystąpił 43 razy zdobywając 4 bramki.

### Raków Częstochowa
Amorim przeszedł do Rakowa Częstochowa 1 lipca 2024 podpisując czteroletni kontrakt. Zadebiutował dla nich 21 lipca 2024 w meczu z Motorem Lublin (wyg. 0:2).

## Statystyki

### Klubowe
(aktualne na dzień 28 grudnia 2024)
| Klub               | Sezon              | Liga                         | Liga  | Liga   | Puchar kraju | Puchar kraju | Puchar ligi | Puchar ligi | Suma  | Suma   |
| Klub               | Sezon              | Liga                         | Mecze | Bramki | Mecze        | Bramki       | Mecze       | Bramki      | Mecze | Bramki |
| ------------------ | ------------------ | ---------------------------- | ----- | ------ | ------------ | ------------ | ----------- | ----------- | ----- | ------ |
| Coimbra Sports     | 2022               | Campeonato Mineiro Módulo II | 10    | 0      | 0            | 0            | –           | –           | 10    | 0      |
| Coimbra Sports     | Ogólnie            | Ogólnie                      | 10    | 0      | 0            | 0            | 0           | 0           | 10    | 0      |
| Vila Nova FC       | 2022               | Campeonato Mineiro           | 6     | 0      | 0            | 0            | –           | –           | 6     | 0      |
| Vila Nova FC       | Ogólnie            | Ogólnie                      | 6     | 0      | 0            | 0            | 0           | 0           | 6     | 0      |
| Leixões SC U23     | 2022/23            | Liga Revelação U23           | 22    | 3      | –            | –            | 2           | 0           | 24    | 3      |
| Leixões SC U23     | Ogólnie            | Ogólnie                      | 22    | 3      | 0            | 0            | 2           | 0           | 24    | 3      |
| Leixões SC II      | 2022/23            | Campeonato Distrital         | 9     | 8      | 0            | 0            | –           | –           | 9     | 8      |
| Leixões SC II      | Ogólnie            | Ogólnie                      | 9     | 8      | 0            | 0            | 0           | 0           | 9     | 8      |
| Leixões SC         | 2022/23            | Liga Portugal 2              | 3     | 0      | 0            | 0            | 0           | 0           | 3     | 0      |
| Leixões SC         | 2023/24            | Liga Portugal 2              | 34    | 4      | 2            | 0            | 3           | 0           | 40    | 4      |
| Leixões SC         | Ogólnie            | Ogólnie                      | 37    | 4      | 2            | 0            | 3           | 0           | 43    | 4      |
| Raków Częstochowa  | 2024/25            | Ekstraklasa                  | 15    | 0      | 1            | 0            | –           | –           | 16    | 0      |
| Raków Częstochowa  | Ogólnie            | Ogólnie                      | 15    | 0      | 1            | 0            | 0           | 0           | 16    | 0      |
| Ogólnie w karierze | Ogólnie w karierze | Ogólnie w karierze           | 99    | 15     | 3            | 0            | 5           | 0           | 108   | 15     |